# Laos op de Olympische Zomerspelen 2016
Laos nam deel aan de Olympische Zomerspelen 2016 in Rio de Janeiro, Brazilië. De selectie bestond uit zes deelnemers, actief in vier sporten, en was daarmee de grootste olympische ploeg sinds de Olympische Zomerspelen 1992. Laos maakte in 2016 haar olympisch debuut in het judo en wielrennen. De wielrenner, Ariya Phounsavath, kwam uit in de wegwedstrijd, maar finishte niet.

## Deelnemers en resultaten
(m) = mannen, (v) = vrouwen 

### Atletiek
| Olympiër            | Discipline      | Resultaat | Prestatie             |
| ------------------- | --------------- | --------- | --------------------- |
| Xaysa Anousone V    | 110m horden (m) | 34e       | serie 2: 7de in 14,40 |
|                     |                 |           |                       |
| Laenly Phoutthavong | 100m (v)        | 72e       | serie 2: 7de in 12,82 |

### Judo
| Olympiër             | Discipline | Resultaat | Prestatie                         |
| -------------------- | ---------- | --------- | --------------------------------- |
| Soukphaxay Sithisane | –60kg (m)  | 17e       | 1ste ronde: V van TPE Tsai: ippon |

### Wielersport
| Olympiër          | Discipline       | Resultaat | Prestatie |
| ----------------- | ---------------- | --------- | --------- |
| Ariya Phounsavath | wegwedstrijd (m) | DNF       | DNF       |

### Zwemmen
| Olympiër             | Discipline         | Resultaat | Prestatie                  |
| -------------------- | ------------------ | --------- | -------------------------- |
| Santisouk Inthavong  | 50m vrije slag (m) | 69e       | serie 3: 2de in 26,54 (NR) |
|                      |                    |           |                            |
| Siri Arun Budcharern | 50m vrije slag (v) | 76e       | serie 3: 6de in 32,55 (NR) |